# アドミラル・ゴルシコフ級フリゲート
アドミラル・ゴルシコフ級フリゲート（アドミラル・ゴルシコフきゅうフリゲート、英語: Admiral Gorshkov class frigate）は、ロシア海軍のフリゲートの艦級。正式名は22350型フリゲート（ロシア語: Фрегат проекта 22350）。

## 来歴
1980年代のソ連海軍では、モジュール化設計を導入した防空・対水上戦重視の戦闘艦が計画されていた。設計はセーヴェルノエ計画設計局によって行われ、13040型と称されていた。しかしソビエト連邦の崩壊後のロシア連邦では、金融危機を含めた財政逼迫を受けて国防予算全体が削減されていた上に、第一次チェチェン紛争に伴って、予算は陸軍に重点的に配分されるようになっていた。このため、13040型の計画は棚上げされ、またその他の兵器・艦艇開発も停滞し、1990年代を通じて、大型水上戦闘艦の新規計画は途絶えることになった。
その後、2000年代に入ると、世界的な原油価格の高騰による石油・天然ガスの輸出収入の増加を背景に、ロシアの経済は回復基調に転じた。これを受けて、まず956型駆逐艦（ソヴレメンヌイ級）の後継艦の計画が着手された。当初は、同型と同程度の基準排水量8,000トン程度の大型艦として計画されていたが、最終的には、経済的な制約を考慮して、1135型警備艦（クリヴァク型）をベースとした4,000トン級のフリゲートに縮小された。これによって建造されたのが本級である。

## 設計
上記の経緯より、設計は13040型と同じく、セーヴェルノエ計画設計局が担当した。基本的には、1135型シリーズをもとに、インド海軍向けの発達型として同設計局が設計した11356型（タルワー級）を更に発展させた設計となっている。しかし、艦橋前面の左右のエッジが大きく削ぎ落とされたほか、マストも従来のトラス構造から六角錐形の統合マストに変更されるなど、上部構造物の印象は大きく変わっている。なお上部構造物にはポリ塩化ビニルを用いた炭素繊維強化プラスチックが多用されており、軽量化およびレーダー反射断面積（RCS）低減に益している。
主機関にはCODAG方式が採用されており、巡航機として10D49ディーゼルエンジン（5,200馬力）、加速機としてM90FRガスタービンエンジン（27,500馬力）を組み合わせた、DGTA-M55MR推進システムを2基搭載した。CODAG方式は燃費性能と速度性能を両立できるメリットがあり、長らく蒸気タービン推進艦とオール・ガスタービン推進艦が並立していたロシア海軍では初の試みとなる。

## 装備

### C4ISR
戦術情報処理装置としてはシグマ-22350が搭載された。また遠隔地での活動に備えて、ツェンタウロ-NM衛星通信システムも備えている。
主センサーとなるレーダーとしては、5P20K「ポリメント」が搭載された。これは、空中・水上目標の捕捉から、3K96「リドゥート」による攻撃までを一括して担当する多機能レーダーである。アクティブ・フェーズドアレイ（AESA）式のアンテナを採用しており、マスト周囲に4面が固定配置されている。同時多目標処理能力に優れており、アンテナ1面あたり4目標を追尾できる。またマスト頂部には、これを補完して、アンテナ1面回転式の5P27「フルケ4」も装備された。
ソナーとしては、低周波のザーリャ3を艦首装備式に、またピニョートカMを可変深度式に搭載しているとみられている。

### 武器システム
艦対空ミサイル・システムとしては、新開発の3K96「リドゥート」が搭載された。これは陸上用のS-400と並行して開発されたもので、R-73短距離空対空ミサイルを元にした短射程の9M100ミサイル（射程15 km）、中射程の9M96E/96E2ミサイル（射程40/120 km）、そしてS-300FM「フォールト-M」と共通の長射程の48N6E2ミサイル（射程200 km）と、複数のミサイルを使い分けることで、単一のシステムで広範囲をカバーできるようになっている。本型では、艦首甲板に32セルのVLSを搭載しているが、9M96ミサイルであれば1セルあたり4発、そして9M100ミサイルであれば実に16発を搭載できる。しかし9M96には欠陥があるとされ2015年7月付の報告で継続的な問題により、システムの試験を停止したことが指摘されている。この問題を受け2016年8月にアルマズ局長のヴィタリー・ネスコロードヴァが解任された。
艦対艦ミサイル用としては、16セルのUKSK型VLSが搭載されており、P-800やカリブルNKを運用できる。カリブルNKの対潜ミサイル仕様の運用にも対応しているほか、対潜兵器としては、パケート-NK 4連装短魚雷発射管2基と、Ka-27PL哨戒ヘリコプター 1機を搭載するが、この魚雷発射管はRPK-9対潜ミサイルの発射機も兼ねている。なお、従来ロシア海軍の艦船に広く搭載されていたRBU-6000対潜ロケット発射機は搭載されていない。
ネームシップの「アドミラル・ゴルシコフ」は、極超音速巡航ミサイル「ツィルコン」の発射実験に使われ、バレンツ海から白海まで約1000キロメートルを飛翔して目標に命中させたとロシア国防省が2022年5月28日に発表した。
主砲としては、砲塔の軽量化・ステルス化を図った新開発のA-192M 130mm単装速射砲が採用された。砲射撃指揮装置（GFCS）としては5P-10「ピューマ」が搭載されたが、これは、Xバンドのフェーズドアレイ・アンテナを用いた火器管制レーダーのほか、レドームに収容された小型の捜索レーダーも備えた自己完結型のシステムである。この砲については当初、アルセナル設計局が"カルタウン-プーマ"を開発していたが開発が大幅に遅れた上に問題があったため、2013年にアメチスト設計局が開発する"アルマート-プーマ"の開発に切り替えられたという経緯がある。この砲は2014年9月に搭載された。
CIWSとしては3M89「パラシ」が2基搭載された。これは3M87「コールチク」の構成機器を見なおした改良型で、AO18KD 30mmガトリング砲2門と9M337「ソスナR」近接防空ミサイル8発から構成される砲・ミサイル複合型システムである。射撃指揮装置としては、3Ts99レーダーおよび光学・レーザー照準器を備えている。
ミサイルに対する防御として、KT-308デコイ発射機2基とKT-216デコイ発射機4基からなるプロスウェートM自己防御システムを装備する。

## 比較
| ·        | Template‐ノート:同規模フリゲートに、このページに関する疑問があります。（2025年3月） 疑問の要約：テンプレート名と選択基準の妥当性 |                            |                            |                             |                            |                                            |                                         |                             |
|          | | もがみ型                   | 新型FFM                    | 054A型                      | 054B型                     | C・ベルガミーニ級                          | A・ゴルシコフ級                         | 31型                        |
| 船体     | 満載排水量 | 5,500 t                    | 6,200 t                    | 4,050 t                     | 6,000 t                    | 5,950 t                                    | 5,400 t                                 | 5,700 t                     |
| 船体     | 全長 | 133.0 m                    | 142.0 m                    | 134.0 m                     | 150.0 m                    | 142.0 m                                    | 135.0 m                                 | 138.7m                      |
| 船体     | 全幅 | 16.3 m                     | 17.4 m                     | 15.0 m                      | 18.0 m                     | 19.4 m                                     | 16.0 m                                  | 未公表                      |
| 主機     | 方式 | CODAG                      | CODAG                      | CODAD                       | CODAD                      | CODLAG                                     | CODAG                                   | CODAD                       |
| 主機     | 出力 | 70,000 ps                  | 不明                       | 28,200 ps                   | 未公表                     | 43,500 shp                                 | 55,000 ps                               | 未公表                      |
| 主機     | 速力 | 30 kt                      | 30 kt                      | 27 kt                       | 未公表                     | 27 kt                                      | 29-30 kt                                | 28 kt                       |
| 兵装     | 砲熕 | 62口径5インチ単装砲×1基    | 62口径5インチ単装砲×1基    | 60口径76mm単装砲×1基        | 100mm単装砲×1基            | 64口径127mm単装砲×1基                      | 70口径130mm単装砲×1基                   | 70口径57mm単装砲×1基        |
| 兵装     | 砲熕 | 62口径5インチ単装砲×1基    | 62口径5インチ単装砲×1基    | 60口径76mm単装砲×1基        | 100mm単装砲×1基            | 62口径76mm単装砲×1基                       | 70口径130mm単装砲×1基                   | 70口径40mm機関砲×1基        |
| 兵装     | 砲熕 | 機関銃架×2基               | 不明                       | 1130型CIWS×2基              | 1130型CIWS×1基             | 80口径25mm単装機銃×2基                     | パラシ CIWS×2基                         | 7.62mm機関銃×8挺            |
| 兵装     | ミサイル | Mk.41 VLS×16セル （07式）  | Mk.41 VLS×32セル           | VLS×32セル （HQ-16 / CY-3） | VLS×32セル （HQ-16FE）     | シルヴァーA50 VLS×16セル （アスター15/30） | 3K96 VLS×32セル （9M96E2-1/E、9M110）   | VLS×24セル （シーセプター） |
| 兵装     | ミサイル | SeaRAM 11連装発射機×1基    | SeaRAM 11連装発射機×1基    | VLS×32セル （HQ-16 / CY-3） | HHQ-10 24連装発射機×1基    | シルヴァーA50 VLS×16セル （アスター15/30） | 3K96 VLS×32セル （9M96E2-1/E、9M110）   | VLS×24セル （シーセプター） |
| 兵装     | ミサイル | 17式 4連装発射筒×2基       | 17式 4連装発射筒×2基       | YJ-83 4連装発射筒×2基       | YJ-83 4連装発射筒×2基      | テセオ 4連装発射筒×4基                     | UKSK VLS×16セル （P-800、カリブルNK）   | Mk.41 VLS （SLCM・SSM）     |
| 兵装     | 水雷 | 324mm3連装短魚雷発射管×2基 | 324mm3連装短魚雷発射管×2基 | 324mm3連装短魚雷発射管×2基  | 324mm3連装短魚雷発射管×2基 | 324mm3連装短魚雷発射管×2基                 | 4連装短魚雷発射管×2基                   | ―                           |
| 艦載機   | 艦載機 | SH-60K×1機                 | SH-60K×1機                 | Z-9C / Ka-28×1機            | Z-20×1機                   | NFH90×1機                                  | Ka-27×1機                               | AW159 / AW101×1機           |
| 同型艦数 | 同型艦数 | 6隻/12隻予定 （4隻艤装中） | 23隻予定                   | 40隻/50隻予定 （6隻艤装中） | 2隻/20隻予定               | 12隻予定 （2隻艤装中）                     | 2隻 / 15隻予定 （1隻艤装中、5隻建造中） | 10隻予定 （4隻建造中）      |

## 配備
ネームシップは2006年に起工されており、当初は2010年に竣工予定とされていた。装備品(A-192M砲など)の開発遅れやシステム統合の難航のために就役は遅延した。2014年のチルコフ海軍総司令官の発表によると、22350型および発展型の22350M型は15隻建造されて、いずれも北方艦隊に配備される予定となっている。だが、同じ年には1番艦アドミラル・ゴルシコフの洋上試験中に燃料制御システムの障害でエンジンへ燃料が必要以上に送られタービンブレードが焼き付く事故が発生し、原因究明と修理のための公開入札が実施されることになった。
2023年1月、アドミラル・ゴルシコフは3M22 ツィルコンを搭載した初の任務航海を行った。
| #   | 艦名                                                                                                  | 造船所       | 起工            | 進水            | 就役            | 備考                                       |
| --- | --- | ------------ | --------------- | --------------- | --------------- | ------------------------------------------ |
| 417 | アドミラル・フロータ・ソヴィエツコヴォ・ソユーザ・ゴルシコフ «Адмирал флота Советского Союза Горшков» | セヴェルナヤ | 2006年 2月1日   | 2010年 10月29日 | 2018年 7月28日  | 北方艦隊配備                               |
| 431 | アドミラル・フロータ・カスタノフ «Адмирал флота Касатонов»                                            | セヴェルナヤ | 2009年 11月26日 | 2014年 12月12日 | 2020年 7月21日  | 北方艦隊配備                               |
| 456 | アドミラル・ゴロフコ «Адмирал Головко»                                                                | セヴェルナヤ | 2012年 2月1日   | 2020年 5月22日  | 2024年 12月25日 | 北方艦隊配備予定                           |
|     | アドミラル・フロータ・ソヴィエツカヴァ・ソユーザ・イサコフ «Адмирал флота Советского Союза Исаков»    | セヴェルナヤ | 2013年 11月14日 |                 |                 | 建造中、北方艦隊もしくは太平洋艦隊配備予定 |
|     | アドミラル・アメリコ «Адмирал Амелько»                                                                | セヴェルナヤ | 2020年 4月23日  | 2025年 8月14日  |                 | 太平洋艦隊配備予定                         |
|     | アドミラル・チチャゴフ «Адмирал Чичагов»                                                              | セヴェルナヤ | 2020年 4月23日  |                 |                 | 建造中                                     |
|     | アドミラル・ユマシェフ «Адмирал Юмашев»                                                               | セヴェルナヤ | 2020年 7月20日  |                 |                 | 建造中                                     |
|     | アドミラル・スピリドノフ «Адмирал Спиридонов»                                                         | セヴェルナヤ | 2020年 7月20日  |                 |                 | 建造中                                     |

### 22356型
2010年11月3日に発表された輸出型。
統合ミサイルシステムに16のカリブル-NKEとヤーホント、防空システムに32のリフ-M(フォールトMの輸出型)およびシュチーリ-1(ヨーシュの輸出型)、対潜水艦戦に8の91RTE2対潜ミサイル（カリブル-NKE搭載に伴う減少）と小型魚雷ASWミサイルパケート-E/NKを搭載する。その他2基の30mm短距離対空砲、2基の重機関銃が装備される。レーダー装置はフレガート-M2EM、遠距離ゾーンレーダーディスプレイにミネラル-ME、ソナーシステムにはザーリャ-ME-03とヴィニエトカ-EM、光学状況表示システムMTK-201MEが搭載される。全ての戦闘無線電子設備の統合機能は、シグマ-E22356によって提供される。ミサイルに対する防御システムとしては、TK-25E電波探知妨害装置とKT-308-05デコイ発射機が装備される。ヘリコプターは1機のKa-28が運用可能である。

## 登場作品

### 漫画
『空母いぶき GREAT GAME』
北方艦隊所属艦4隻がキーロフ級ミサイル巡洋艦「ピョートル・ヴェーリキー」に随伴する。
また、海洋観測艦「しょうなん」の救援に向かう海上自衛隊第5護衛隊群に対応して太平洋艦隊所属艦4隻がペトロパブロフスク・カムチャツキーとウラジオストクから宗谷海峡へ向かう。また、カムチャッキー艦隊の1艦、艦番号417「フロータ」が日本政府への威嚇のため、中央が公海となっている津軽海峡を通過する。

### ゲーム
『エースコンバット7 スカイズ・アンノウン』
エルジア王国海軍の「イージス艦（AEGIS）」として登場。現実とほぼ同じ形状だが、アンテナ類の形状が異なっている。劇中では主力機動部隊「ニヨルド艦隊」所属艦の「フレイ」「ヘーニル」を始めとして、「タラッサ」「ケト」「メティス」など複数の艦が登場する。
なお本級はフェーズドアレイレーダーや同時多目標処理能力を持つが、イージスシステムは搭載していない。
『Modern Warships』
極上艦艇として4月のバトルパスで登場。多彩な武装を装備し、固定兵装としてロシアが開発、投入している極超音速ミサイルであるツィルコンを装備している。現在はフリーマーケットのみで購入可能。